# (3377) Lodewijk
(3377) Lodewijk (4122 P-L) – planetoida z pasa głównego asteroid okrążająca Słońce w ciągu 4,98 lat w średniej odległości 2,91 j.a. Odkryta 24 września 1960 roku.